# Conde de São Januário
Conde de São Januário é um título nobiliárquico criado por D. Luís I de Portugal, por Decreto de 27 de Abril de 1889, em favor de Januário Correia de Almeida, antes 1.º Barão de São Januário e 1.º Visconde de São Januário.
Titulares
1. Januário Correia de Almeida, 1.º Barão, 1.º Visconde e 1.º Conde de São Januário.